# جيمس ك. واتكينز
جيمس ك. واتكينز (بالإنجليزية: James K. Watkins)‏ هو لاعب كرة قدم أمريكية ومحامي أمريكي، ولد في 24 مايو 1887 في ميشيغان في الولايات المتحدة، وتوفي في 1 فبراير 1970 في غروس بوينت في الولايات المتحدة.